# Plomb du Cantal
Der Plomb du Cantal ist mit einer Höhe von 1855 m  der höchste Gipfel im Département Cantal und der Bergkette der Monts du Cantal in Frankreich. Er liegt in der vulkanisch geprägten Auvergne.

## Tourismus
Unterhalb des Gipfels liegt die Skistation Super Lioran. Von hier führt eine Kabinenseilbahn dicht an den Gipfel. Häufigster Ausgangspunkt für eine Wanderung auf den Berg ist der Gebirgspass Col de Prat de Bouc (1396 m) im Osten des Berges, wo sich umfangreiche Parkmöglichkeiten befinden.

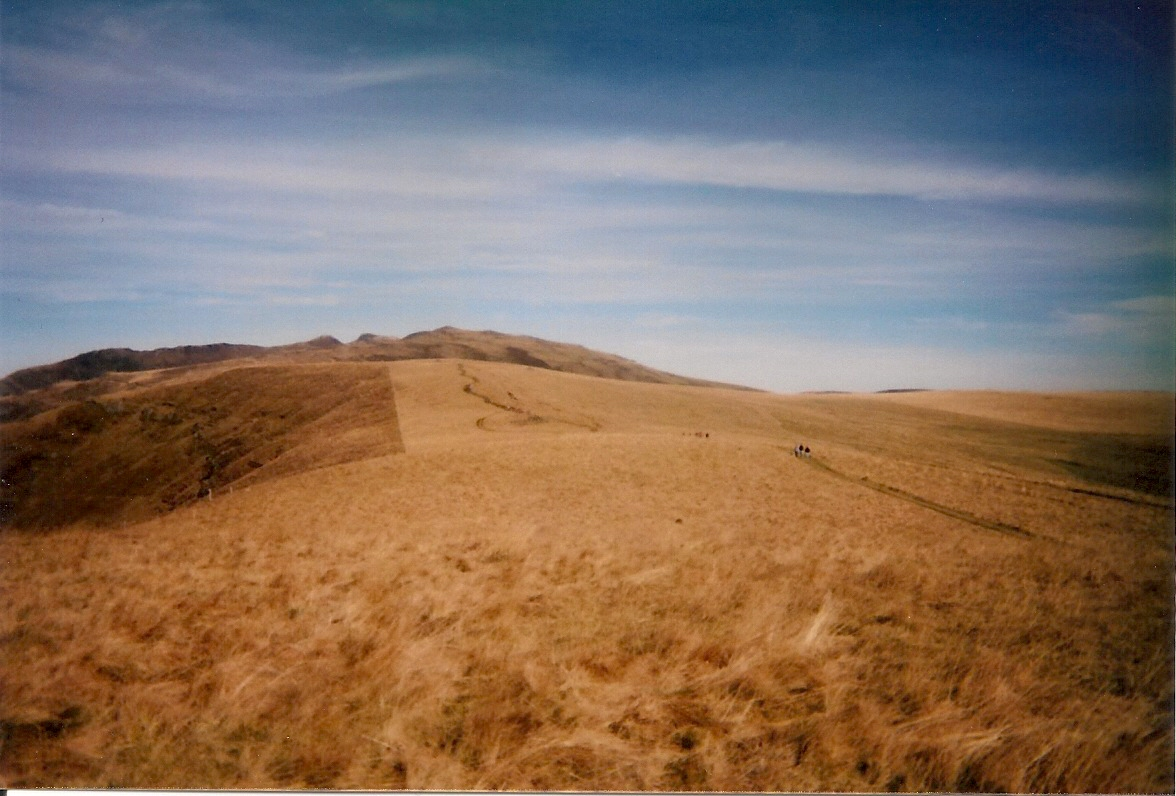
Blick auf den Plomb du Cantal von den Gebirgskämmen aus
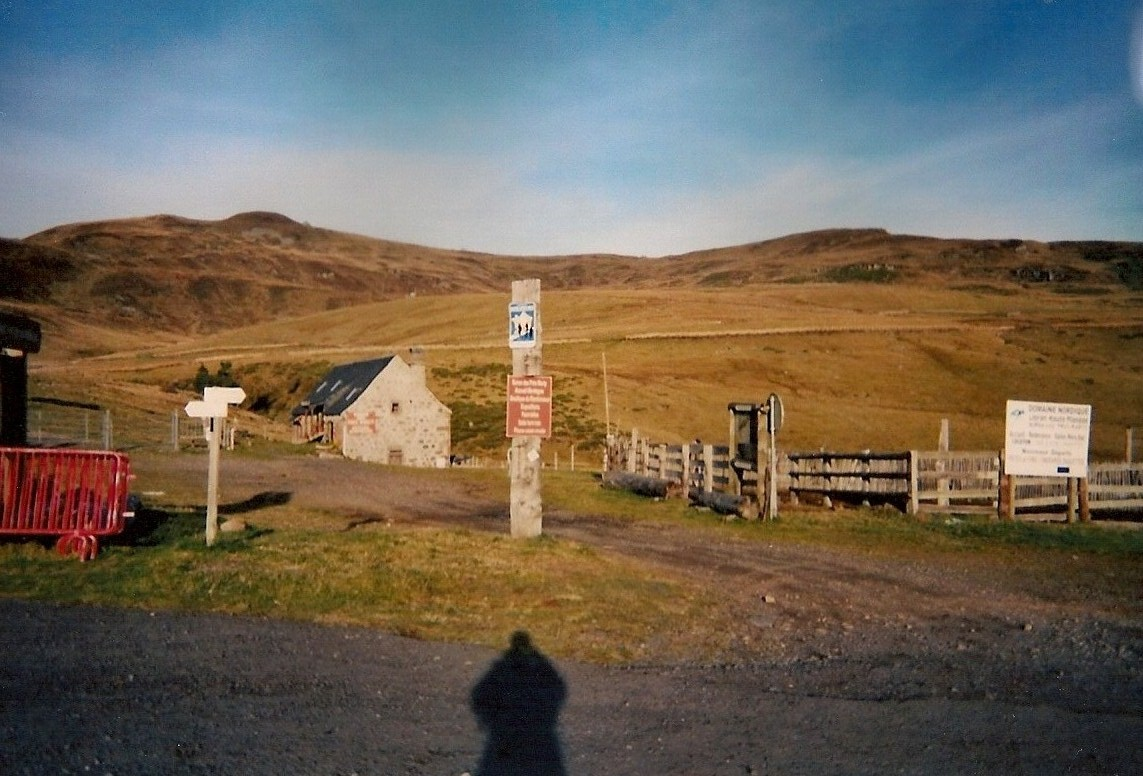
Blick auf den Plomb du Cantal vom Col de Prat-de-Bouc aus
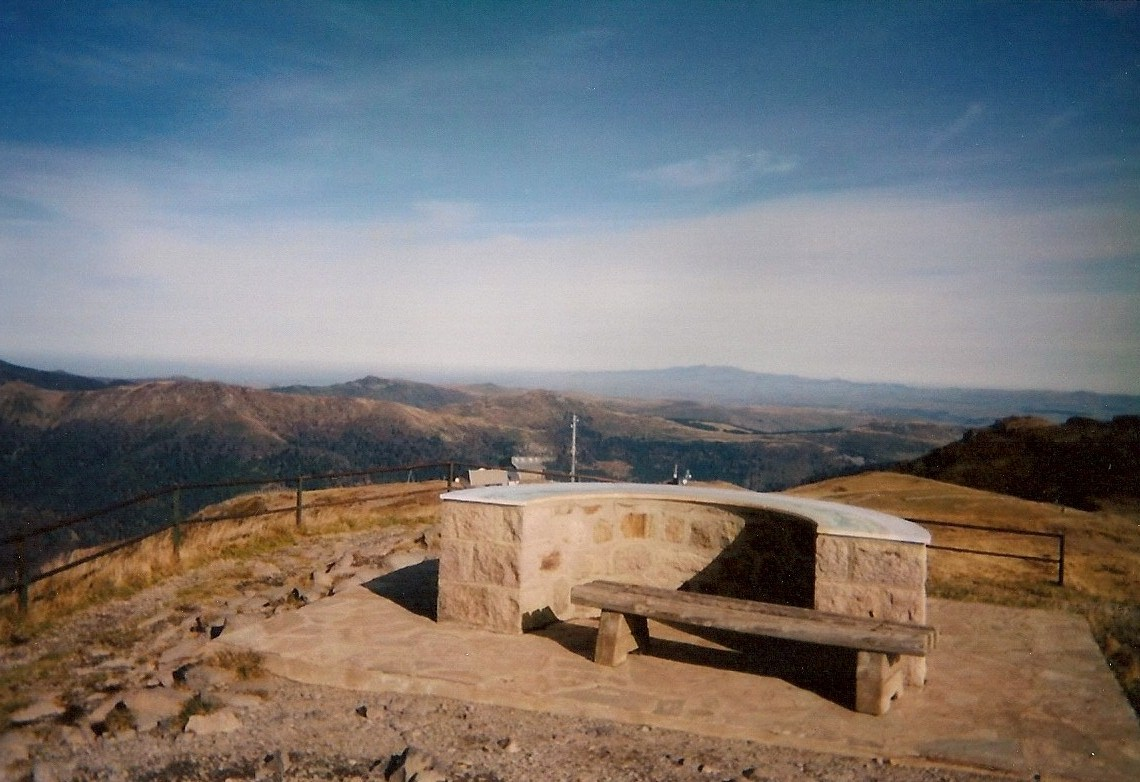
Einer der beiden Aussichtspunkte auf dem Plomb du Cantal, mit Blick auf die Monts Dore und den Cézallier
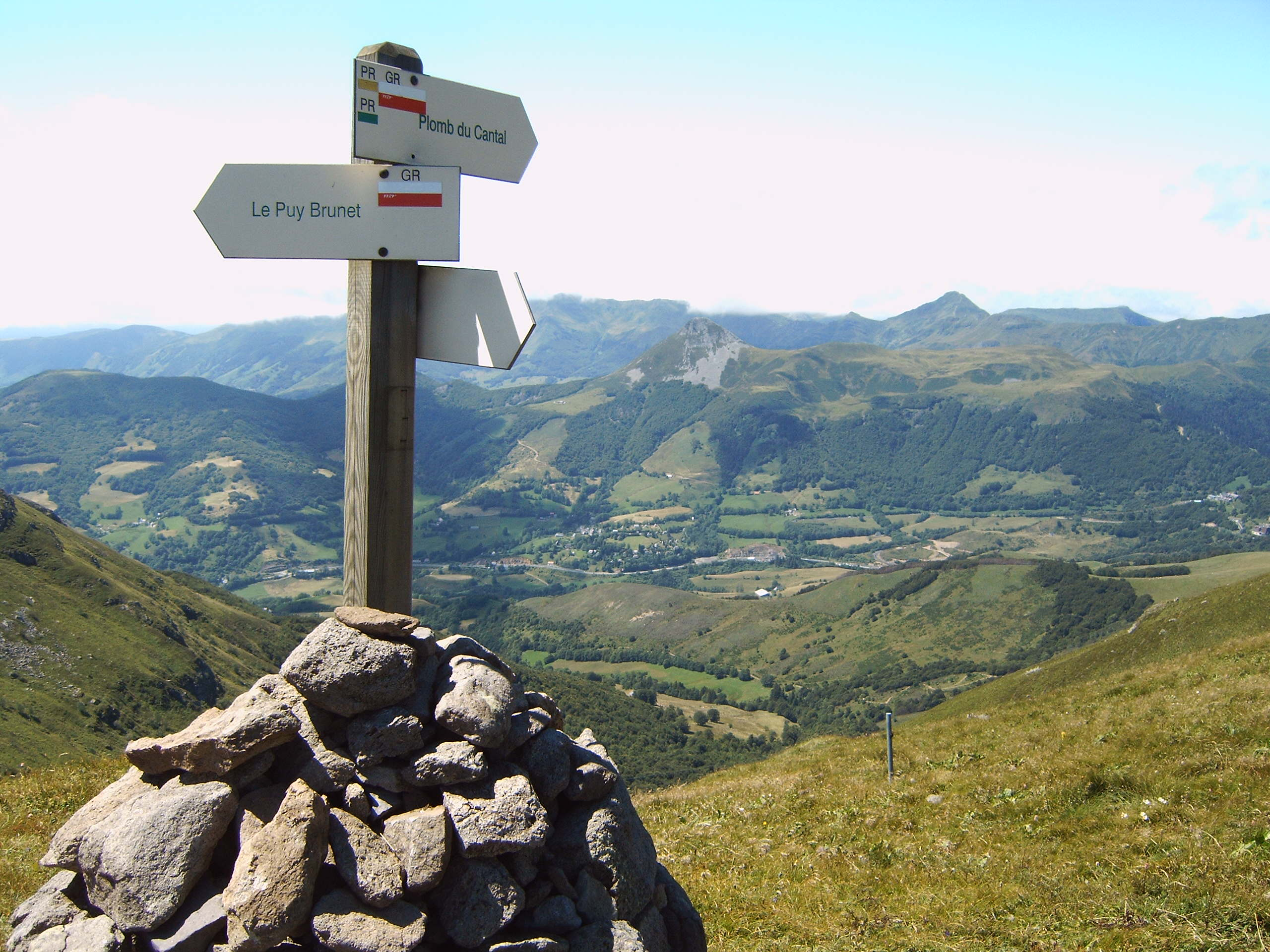
Blick über den Puy Griou und den Puy Mary
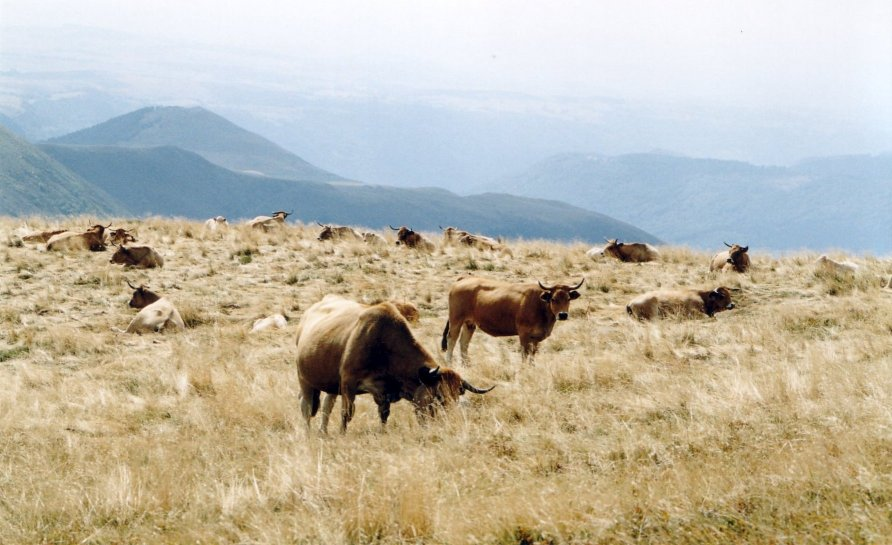
Aubrac-Rinder auf einer Weide auf dem Plomb du Cantal